# Джече
Джече (серб. Ђече / Đeče) — село в общине Билеча Республики Сербской Боснии и Герцеговины. Население составляет 31 человек по переписи 2013 года.